# Сокольники (дворец спорта)
Дворец спорта «Сокольники» — Дворец спорта «Сокольники» — ледовый дворец в Москве, вмещал 5530 зрителей. Здесь до 2015 года проводил свои домашние матчи ХК «Спартак» (и до 2017 — МХК «Спартак»). В 2017 году дворец был закрыт, а в 2021 году снесён.

## История
Дворец спорта «Сокольники» был открыт 14 апреля 1956 года на территории одноимённого парка культуры и отдыха. Изначально на месте нынешнего ДС находилась лишь хоккейная коробка, окружённая трибунами, под которыми находились помещения для спортсменов. По причине проведения в Москве соревнований по волейболу Универсиады-1973 арену было решено реконструировать, в результате чего над ней появилась крыша.
Строительство нового ледового дворца было завершено в 1974 году. Проект здания выполнила мастерская № 8 «Моспроекта-1» и специализированные отделы «Моспромпроекта-1». Авторы проекта — архитекторы В. А. Нестеров, А. М. Половников, Б. И. Шапиро, инженеры А. Уланов и Ю. Сильвестров. Трибуны зрительного зала были рассчитаны на 11 тысяч человек. Ледовый дворец предназначался для выступлений и тренировок по фигурному катанию, различный представлений на льду, выступлений танцевальных ансамблей, проведения хоккейных матчей. Благодаря трансформации манежа, на сборном деревянном настиле можно было проводить соревнования по волейболу, теннису, баскетболу, боксу, художественной гимнастике.
10 марта 1975 года во Дворце спорта «Сокольники», после завершения товарищеского матча между юниорской сборной СССР и канадской юниорской командой «Бэрри Кап», произошла давка из-за жевательной резинки «Wrigley», в которой погиб 21 человек.
В 1975 году было принято решение о том, что «Сокольники» станут одной из арен Олимпийских игр 1980 года. В ходе двухлетней реконструкции под крышу арены было встроено пятиэтажное здание. В нем разместились тренажёрный зал, раздевалки для спортсменов, помещения для тренеров, администрации дворца, пресс-центр, бары, буфеты, ресторан, магазин спортивных товаров. Также на стадионе были установлены два электротабло. Во время Олимпийских игр в «Сокольниках» проходил гандбольный турнир.
В 2010-х годах на территории дворца функционировали два теннисных корта, тренировочная хоккейная площадка с искусственным льдом, спортивные площадки для игры в гандбол и мини-футбол, городок общефизической подготовки с комплектом тренажеров и гимнастических снарядов, а также два тренажерных зала и два зала хореографии.
Дворец спорта «Сокольники» являлся основной базой подготовки спортсменов общества «Спартак» по хоккею и фигурному катанию.
Снесён во второй половине декабря 2021 года.

## Крупнейшие соревнования
- Летняя Универсиада (1973)
- Летние Олимпийские игры (1980)
- Всемирные юношеские игры (1998, 2002).